# Anne Bredon
Anne Leonard Bredon (ur. 7 września 1930 w Berkeley, zm. 9 listopada 2019) – amerykańska piosenkarka folkowa, autorka skomponowanego w latach 50 XX wieku, na Uniwersytecie w Berkeley utworu „Babe I’m Gonna Leave You”, który początkowo był opisany jako utwór tradycyjny w aranżacji, najpierw Joan Baez, a później Jimmy’ego Page’a.